# پتلقان
پتلقان (پتلغان،پتولقان) به انگلیسی Petelqan روستایی در ایران است که در دهستان قشلاق شرقی واقع شده‌است.
روستای پتلقان در زمان تأسیس (تقسیم اراضی) بالغ بر ۹۹ خانواده بوده‌است که سهم هر خانواده در زمان تأسیس از مزارع کشاورزی برابر ۱۴ هکتار بوده‌است. هم‌اکنون به دلیل گسترش شهرنشینی عده ای از ساکنان به شهرها مهاجرت کرده‌اند و مجموعاً بالغ بر ۲۷ خانواده در حال حاضر ساکن در روستای پتلقان هستند. جمعیت متوسط این روستا بالغ بر ۱۰۰ نفر است.
شهر کندویی پتلقان: در سال ۱۳۵۵ این شهر هنگام کار کشاورزی در مزرعه، به‌طور اتفاقی کشف شد وتا دو سال مورد بازدید اهالی و دوستداران میراث فرهنگی قرار گرفت. از بازدید کنندگان نقل شده که این شهر با حفاری در درون تپه ای ماهوری و بدون استفاده از مصالح بنایی با حفاریهای گنبدی شکل و با محاسبات بسیار دقیق ساخته شده‌است.
این حفاری‌ها دارای اتاقهایی است که از چهار طرف با دالانهایی به اتاقهای بعدی که آن اتاقها نیز چهار در دارند ارتباط پیدا می‌کند و تا کیلومترها ادامه پیدا می‌کند. به علت تاریکی و کمبود اکسیژن کسی نتوانسته تا انتهای آن پیش برود.
بعد از دو سال در این شهر کندویی را به روی بازدید کنندگان بسته شد و تا به حال هم به همان صورت باقی مانده. همچنین خمره ای به شعاع ۳ متر از این محل کشف شده و طبق تحقیقات صورت گرفته قدمت آن ۲۳۰۰ سال قبل تخمین زده شده‌است.
این روستا دارای چندین طایفه ازجمله مطرح ترینشان طایفه زرگر است.
امکانات این روستا شامل برق، و گاز است.
به دلیل اینکه این روستا در قسمت درّه واقع شده‌است، آنتن دهی موبایل در خود روستا وجود ندارد ولی در اکثر مزارع آنتن دهی موبایل قابل قبول است. همچنین این روستا فاقد راه آسفالت است.
آب آشامیدنی این روستا از طریق چاه تأمین می‌شود. عمق چاه‌های آب این روستا در حدود ۲۵ تا ۳۰ متر است.
روستای پتلقان فاقد راه آسفالت است. با وجود اینکه فاصله این روستا از دهستان قشلاق شرقی یا جعفرآباد کمتر از ۷ کیلومتر است ولی راه این روستا آسفالت نیست.
با توجه به شواهد باستان‌شناسی مزارع جنوبی این روستا، قبلاً شهری باستانی در فاصله دو کیلومتری این روستا واقع بوده‌است.
شغل اکثر مردم روستا دامداری و کشاورزی است.در زمین های کشاورزی این روستا اغلب گندم، جو،کتان(قوش دنی)و عدس به صورت دیم کشت می شود. زنان نیز همواره در کنار مردان مشغول فعالیت هستند.